# Koordinace azavadských hnutí

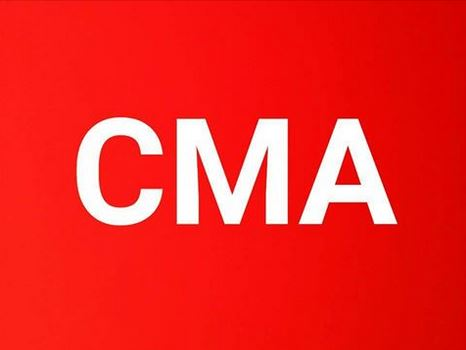
Vlajka Koordinace azavadských hnutí

Koordinace azavadských hnutí (francouzsky Coordination des mouvements de l'Azawad (CMA)) je koalice tuarežských separatistických a arabských nacionalistických skupin, která byla vytvořena na základě Ouagadagouské deklarace v roce 2014.   Deklaraci podepsalo 6 skupin za účelem ukončení nepřátelství a sjednocení politických a militantních skupin, které usilují o vznik nezávislého státu Azavad.

## Členové koalice
- Vysoká rada pro jednotu Azavadu (HCUA)
- Národní hnutí za osvobození Azavadu (MNLA)
- frakce Arabského hnutí Azavadu (MAA)
- Lidová koalice pro Azavad (CPA)
- Koordinace hnutí a sil vlasteneckého odporu (CMFPR)
- frakce Hnutí za záchranu Azavadu (MSA)[4] [5]